# Stereo (casa discografica)
La Stereo Dischi è stata una casa discografica italiana, attiva principalmente tra la fine degli anni cinquanta e i primi anni sessanta fondata da Renato Carosone.

## Storia
Alla fine del 1958, Renato Carosone decise di abbandonare la Pathé, l'etichetta per cui aveva inciso fino a quel momento, e di fondare una sua casa discografica, la Stereo, attiva a partire dal mese di novembre, con sede a Milano in via Aurelio Saffi 11.
Sempre in via Saffi 11 aveva la sede lo studio di registrazione di proprietà di Carosone, dove venivano effettuate le registrazioni dei dischi dell'etichetta, il Centro Musicale R.A.F. (Recording Audio Film).
Inizialmente i dischi stampati furono quelli di Carosone e del suo sestetto, ma l'anno successivo avvenne il ritiro dalle scene del cantante napoletano, che comunque continuò ad occuparsi dell'etichetta (che stampò i dischi di ex componenti del gruppo come Piero Giorgetti o di artisti come Ilia Lopez).
A metà del decennio la Stereo cambiò il nome in CMS, per poi chiudere dopo poco tempo l'attività.

## Dischi
La datazione qui riportata si basa sull'etichetta del disco o sulla copertina; qualora nessuno di questi elementi abbia una datazione, è basata sulla numerazione del catalogo; talora è, infine, basata sul codice della matrice di stampa. Se esistenti, sono riportati, oltre all'anno, il mese e il giorno (quest'ultimo dato si trova, a volte, stampato sul vinile).
In origine, nella catalogazione, le lettere iniziali CS significavano Carosone Stereo, mentre il numero iniziale 1 indicava il 45 giri, 2 l'EP e 3 il 33 giri; con il cambiamento degli scopi dell'etichetta, non più dedicata al solo Carosone ma con altri artisti, mutò anche la catalogazione.

### 33 giri
| Numero di catalogo | Anno             | Interprete                        | Titoli              |
| ------------------ | ---------------- | --------------------------------- | ------------------- |
| CS 30.000          | 20 novembre 1958 | Renato Carosone & il suo sestetto | Carovana Carosone A |

### EP
| Numero di catalogo | Anno | Interprete                        | Titoli                                                                         |
| ------------------ | ---- | --------------------------------- | ------------------------------------------------------------------------------ |
| CS 20.000          | 1958 | Renato Carosone & il suo sestetto | Giacca rossa (e 'o russetto)/Rusticanella/Tre guaglione e 'nu mandolino/Atene  |
| CS 20.001          | 1958 | Renato Carosone & il suo sestetto | Bernardine/'O mafiuso/Nenè e Pepè/I pescatori di perle (mi par d'udire ancora) |
| CS 20.002          | 1959 | Renato Carosone & il suo sestetto | 'O pellirossa/Cow-boy/Napulione 'e Napule/Baby rock                            |
| AS 70.000          | 1960 | Ernesto Bonino                    | Torna Bonino                                                                   |
| AS 70.001          | 1960 | Ilia Lopez                        | Al chiar di luna porto fortuna                                                 |
| AS 70.002          | 1960 | Piero Giorgetti                   | La voce che scotta                                                             |

### 45 giri
| Numero di catalogo | Anno           | Interprete                             | Titoli                                                                     |
| ------------------ | -------------- | -------------------------------------- | -------------------------------------------------------------------------- |
| CS 10.001          | 1958           | Renato Carosone & il suo sestetto      | I pescatori di perle (mi par d'udire ancora)/Tre guaglione e 'nu mandolino |
| CS 10.002          | 1958           | Renato Carosone & il suo sestetto      | Rusticanella/Atene                                                         |
| CS 10.006          | 16 aprile 1959 | Renato Carosone & il suo sestetto      | Lassame sta'/Baby rock                                                     |
| CS 10.007          | 1959           | Renato Carosone & il suo sestetto      | Cow-boy/Buon dì                                                            |
| CS 10.008          | 16 aprile 1959 | Renato Carosone & il suo sestetto      | 'O Pellirossa/Baby rock                                                    |
| AS 60.000          | 1959           | Ilia Lopez                             | Al chiar di luna porto fortuna/Tra la la                                   |
| AS 60.001          | 1959           | Gene Colonnello                        | Vensu/When                                                                 |
| AS 60.003          | 1959           | Luciano Fineschi                       | Ciao ti dirò/'o mafiuso                                                    |
| AS 60.014          | 1960           | Luciano Fineschi                       | Drake (parte 1)/Drake (parte 2)                                            |
| AS 60.015          | 1960           | Gene Colonnello                        | Non cercatemi/Cow boy                                                      |
| AS 60.017          | 1960           | Piero Giorgetti                        | Marina/Never Forget Me                                                     |
| AS 60.019          | 1961           | Gene Colonnello                        | Ciao ciao baby ciao/La luna e il cow boy                                   |
| AS 60.022          | 1961           | Gegè Di Giacomo                        | Nerone rock/La signora cha cha cha                                         |
| AS 60.025          | 1961           | Gegè Di Giacomo (canta Roberto Abramo) | Por dos besos/Mustapha                                                     |